# 慶雲県
慶雲県（けいうん-けん）は、中華人民共和国山東省徳州市に位置する県。

## 行政区画
- 街道:渤海路街道
- 鎮:慶雲鎮、常家鎮、尚堂鎮、崔口鎮、東辛店鎮
- 郷:厳務郷、中丁郷、徐園子郷

## 観光
県北部にある慶雲海島金山寺が国家AAAAレベル観光地。

## 参考
1. ↑  “企業支援・山東省情報”. 2025年4月13日閲覧。